# مارين أنيتشيتش
مارين أنيتشيتش (مواليد 17 أغسطس 1989 في موستار، جمهورية يوغوسلافيا الاشتراكية الاتحادية) هو لاعب كرة قدم بوسني يلعب مع نادي أستانا في دوري كازاخستان الممتاز كمدافع. مثّل منتخب البوسنة والهرسك لكرة القدم. بدأ مارين أنيتشيتش مسيرته الرياضية عام 2008 مع زرينيسكي موستار.

## الإنجزات

### النادي
زرينيسكي موستار
- الدوري البوسني الممتاز: 2008–09

أستانا
- دوري كازاخستان الممتاز: 2014، 2015
- كأس سوبر كازاخستان: 2015

## روابط خارجية
- مارين أنيتشيتش على موقع الاتحاد الأوربي (الإنجليزية)
- مارين أنيتشيتش على موقع اتحاد تركيا (لاعب) (الإنجليزية)
- مارين أنيتشيتش على موقع قاعدة بيانات كرة القدم.إي يو (الإنجليزية)
- مارين أنيتشيتش على موقع ناشيونال فوتبول تيمز (الإنجليزية)
- مارين أنيتشيتش على موقع Soccerway.com (الإنجليزية)
- مارين أنيتشيتش على موقع عالم كرة القدم.نت (الإنجليزية)
- مارين أنيتشيتش على موقع AS.com (الإسبانية)